# اکبرخان زند

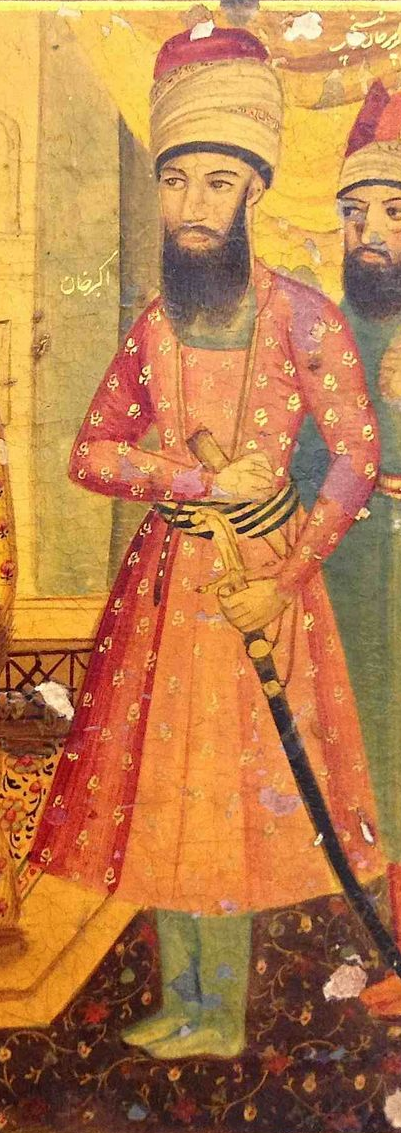
تصویری از اکبرخان زند.

اکبر خان زند (درگذشته ۱۱۹۶ هجری قمری) از امرا و شاهزادگان ایرانی سلسله زندیه بود که در جنگ برادرکشی که بعد از مرگ کریم‌خان در سال ۱۷۷۹ اتفاق افتاد، نقش پر رنگی داشت.

## پیشینه
او پسر ارشد زکی خان زند و برادر مادری کریم‌خان زند بود. پدرش پس از خلع ابوالفتح خان زند ، برای دفع علی‌مرادخان زند به اصفهان لشکر کشید و شیراز را به اکبرخان سپرد و خود در راه اصفهان در منزل ایزدخواست کشته شد و ابوالفتح‌خان به شیراز آمد و به سلطنت نشست. اکبرخان نیز که در حاکمیت دوبارهٔ ابوالفتح‌خان از صادق‌خان زند در هراس بود، شیراز را ترک کرد و به اصفهان رفت و به علی‌مرادخان پیوست. هنگامی که علی‌مرادخان شیراز را به محاصره گرفت، اکبرخان همراه او بود. علی‌مرادخان سرانجام، پس از نُه ماه محاصره، شیراز را به تصرف درآورد و چندی بعد به اکبرخان بدبین شد و او را به دست جعفرخان زند سپرد. جعفرخان نیز به فرمان علی‌مرادخان او را کور کرد و سپس کشت.